# Слобожанський говір

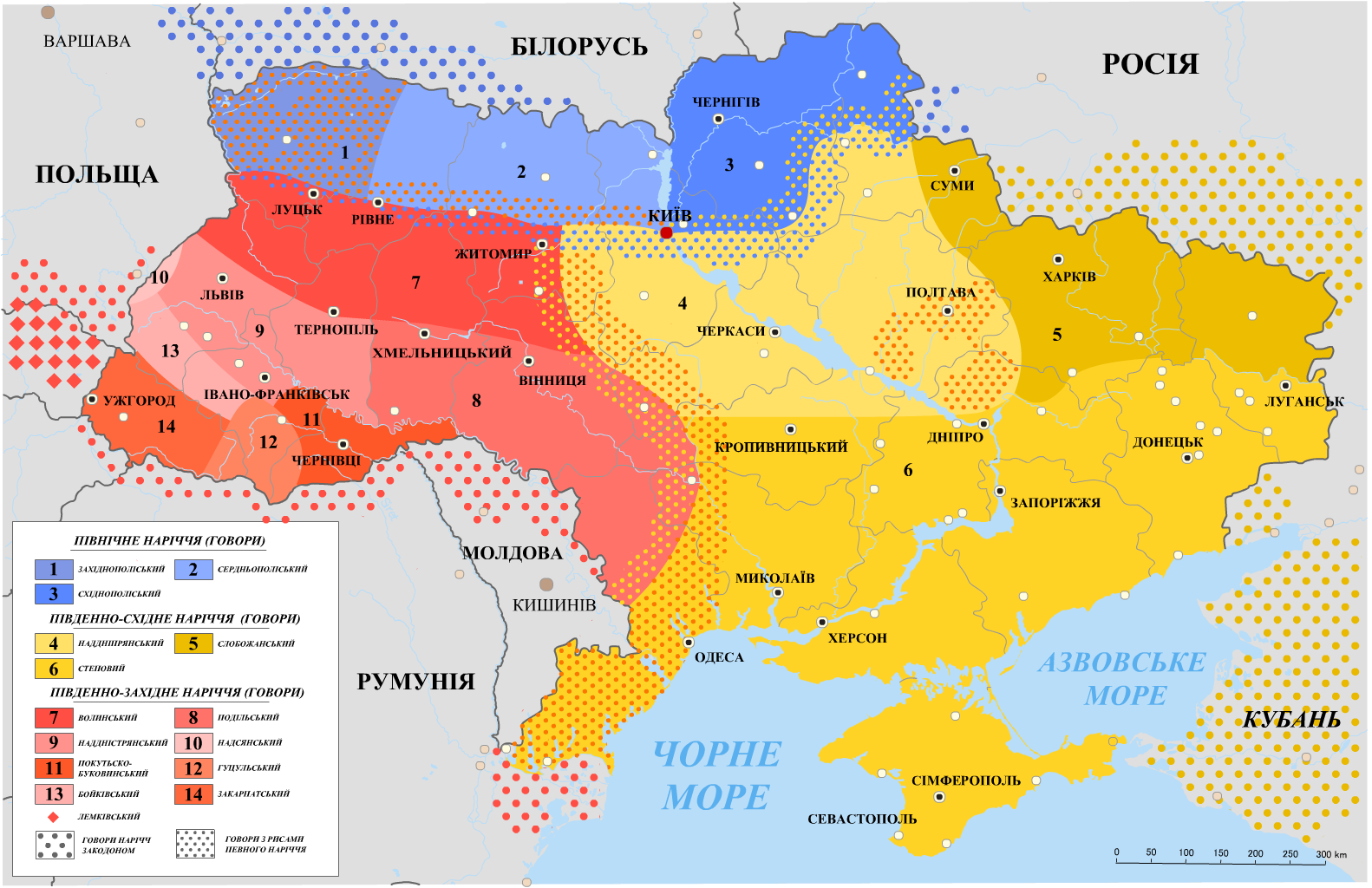
Карта українських наріч і говорів (2005).
Слобожанський говір (5)

Слобожанський говір — один з новожитніх говорів південно-східного наріччя української мови. Поширений у південно-східних районах Сумської і Харківської, північних районах Луганської, а також на суміжних землях Росії (південні райони Курської, західні, центральні, південні, східні райони Білгородської, південні, західні райони Воронізької та північно-західні райони Ростовської областей Росії). Слобожанський говір значною мірою накладається на історичну територію Слобідської України; межує на сході з південноросійськими говірками, на півдні — зі степовим говором, на заході — з середньонаддніпрянським говором.
Сформувався загалом у XVI—XVIII століттях внаслідок взаємодії і подальшого розвитку переселенських середньонаддніпрянських, східнополіських, частково подільських та південноросійських говірок, структурний зв'язок з якими простежується досі.
Слобожанський говір внутрішньо розмежований мінімально. Лише кількома рисами умовною лінією, яка пролягає по течії річки Оскіл, говір поділяється на східні й західні говірки.

## Ареал і межі

### Межа зі степовим говором
Межа між слобожанським і степовим говорами проходить приблизно по лінії: Самар — Лозова — Слов'янськ і далі на схід по ріці Сіверський Донець. Приблизно цією лінією, згідно з «Атласом української мови», проходять ізоглоси явищ (першими подаються риси слобожанських говірок, другими — степових):
- звукова будова іменника свердло: сверделець, свердло — свердло;
- форма давального відмінка множини іменників з м'якими приголосними основи: коням, людям і конім, людім — коням, людям;
- форма місцевого відмінка множини іменників з м'якими приголосними основи: у сінях, грудях, дверях, на конях і у сініх, грудіх, дверіх, на коніх — у сінях, грудях, дверях, на конях;
- форма інфінітива дієслів з основою на голосний: сидіти, ходити і сидіть, ходить — сидіть, ходить (форма на -ти виступає рідко);
- прийменник для: для, для — для;
- вживання слів на позначення:
  - назви будівлі для снопів: клуня — клуня і стодола;
  - озимих сходів: озимина й озима — сходи й озима;
  - мурашок: мурав'я, муравки, комашки і комашня — муравки, комашки і комашня;
  - жнив: жнива — косовиця і жвава;
  - скатертини: накидка, скатерть і настільник — скатерть і настільник;
  - кладовища: кладовище — гробки, кладовище;
  - значення слова рубель: «знаряддя качати білизну» і «деревина притискувати снопи», «сіно на возі» — «знаряддя качати білизну».

## Фонетичні особливості
Фонетичну систему слобожанського говору характеризують такі основні риси:
1. наголошений вокалізм шестифонемний, варіативний;
2. ненаголошений вокалізм варіюється залежно від ступеня збереження основних виявів фонем;
3. зрідка у північних говірках слобожанського говору визначається нейтралізація [а] : [о] — акання (малакó);
4. зміна [о] > [оу], [у] — укання помірне — переважно перед складом з наголошеним í, и́, ý, зрідка — ó, á (суобí, боули́т', пужáр', хоумýт); як протилежне до укання виникло вторинне гіперичне окання — зміна [у] > [уо], [о] (одовá, кор'íн' 'курінь');
5. непослідовні зміни давніх фонем:
  - [ě] > [і], [и], [е], [о] (хр'ін і хрон, хр'ен, ц'ілувáти і цилувáти, целувáти);
  - [ę] > [а], [і] (колóд'аз' і колóд'із');
6. нерегулярний розвиток окремих сполук, зокрема губний приголосний + j:
  - збереження даної сполуки (ви́мйа),
  - втрата j з наступним пом'якшенням губного приголосного (ви́м'а),
  - поява на місці j епентетичного [н'] (ви́мн'а),
  - нерегулярні зміни звукосполук в окремих словоформах (чети́ргі, чоти́р'і, чгіти́р'і, ч'ти́р'і; тоб'í, тиб'í, теб'í, т'іб'і);
7. переважно знівельована вимова пом'якшених приголосних перед [і], що походить з [ě], [о], [е] (ст'іл, д'ід), у північних говірках зберігається протиставлення пом'якшеної вимови перед [і], що походить з [ě], і непом'якшеної — перед [і] з [о] (тік, лій і д'ід, с'іно);
8. паралельний вияв [л.] і [л] (л'óжка, мал.éн'ка і лóжка);
9. посилення функціонального навантаження [р'] (р'áма, комóр'а);
10. пом'якшена вимова окремих шиплячих: [ч.] у позиції перед наголошеним голосним (ч.ýдо, ч.и́стий), у північних говірках [ш.] (лош.á);
11. спорадична відсутність протетичного приголосного [в] (уж, ýхо, од:áти);
12. поширення на місці давньої фонеми [м'] сполуки [мн'] перед а з [ę] (пóлумн'а, сімн'á);
13. в окремих словах поширена заміна [т'] на [к'] (к'íсто, к'існи́й), [д'] на [й] (йáтеил' 'дятел', свáйба) і [й] на [д'] (с'ід'бá); [л.] на [н] (манéн'кий);
14. дзвінкі і глухі приголосні здебільшого протиставляються, зрідка відзначається оглушення дзвінких перед глухими і в кінці слова.

Наголос у слобожанського говору динамічний; особливістю окремих говірок є пересунення наголосу в поодиноких словоформах (грá(о)бки, хворóст, жайворóнок, шчáвел', цéбер(ка), к'íс':а, за н'огó).

## Особливості словозміни
Словозміні слобожанського говору притаманні:
1. Протиставлення твердого і м'якого різновидів відмінювання іменників, проте спостерігається уніфікація за твердим різновидом (кон'óм, долóн'ойу).
2. Наявність паралельних закінчень у родовому відмінку однини іменників середнього роду колишніх n— і t-основ (ви́мйа і ви́меин'і, ви́меини, теил'á і теил'áти, теил'áт'і).
3. Паралельні закінчення у:
  - родовому відмінку множинних іменників (грóшей і грóш'ій);
  - в давальному відмінку множини (кóн'ам і кóн'ім);
  - в орудному відмінку однини іменників середнього роду колишніх t-основ (тел'áм, тел'óм, тел'áтом), жіночого роду (рукóйу і рукóй);
  - в орудному відмінку множини іменників чоловічого роду (дубáми і дубáм);
  - у місцевому відмінку множини (на кóн'ах і на кóн'іх).
4. У північних говірках називного відмінку множини прикметників — стягнена форма (чужи́, дóбри).
5. У цих же говірках у непрямих відмінках займенників — форми без приставного [н] (за йóго, йéйу).
6. Паралельні форми родового відмінку займенника та (тійéйі і тийéйі, т'íйі, тóйі, той, тей).
7. Форма інфінітива на -ти, -т', зрідка — -т (ходи́ти, ходи́т', ходи́т).
8. Поширення форми першої особи однини дієслів теперішнього часу без чергування кінцевого приголосного основи (вóз'у, нóс'у, хóд'у; кінцевий приголосний [д] може зберігатися або ж змінюватися на [дж], [ж] (вóд'у, вóджу, вóжу).
9. Результати взаємодії І і II дієвідмін (третьої особи однини хóдит' і хóде; третьої особи множини нóс'ат' і нóс'ут').

## Синтаксис
Виразною синтаксичною особливістю слобожанського говору є паралельне вживання конструкцій типу пасý конéй і пасý кóн'і, іти́ за водóйу і іти́ води́ та ін.

## Словотвір
У словотворі наявні:
- локальні суфіксальні утворення (лівýша, ліўшáк — лівша, глушпéй, глушпéт — глухий),
- морфемно видозмінені лексеми (огýд — огудиння).

## Лексичні особливості
Лексичні особливості слобожанського говору представлені локальними словами, як наприклад: лáманка — бительня, кобýшка — глечик, ри́га — клуня, хоб'íт':а — відходи після молотьби колосків, степ, неудóбиц'а — цілина, кóбеиц', р'áбеиц' — яструб, в'ідволож — відлига, с'івеирко — холодно, полов'ід':а — повінь, наки́дка, наст'íл'ник — скатерка, звід — криничний журавель, хáлаш — будівля для реманенту та інш.

## Дослідження
Слобожанський говір досліджували і досліджують: О. Безкровний, О. Вєтухов, К. Глуховцева, Н. Гринкова, Г. Денисевич, А. Дульзон, Л. Лисиченко, О. Миртов, А. Сагаровський, В. Собіннікова, Г. Солонська, Б. Шарпило.